# Monastero di San Clemente (Firenze)
Il monastero di San Clemente si trovava a Firenze in via San Gallo 118.

## Storia
Della lunga e complessa storia dell'edificio si occupò estesamente il Richa
Sorto come ospedale di San Gherardo per iniziativa testamentaria di Gherardo Bonsi nel 1345, fu inizialmente affidato alla cura dei capitani di Orsanmichele, per poi passare a quelle dei frati del Tau di Altopascio (1366), poi delle Monache convertite della Pietà di Fiesole (fino al 1378), e poi a un nuovo ordine di benedettine, staccatosi dalle monache di San Silvestro e dette "di San Gherardo". 
Nel 1427 il vescovo Amerigo Corsini trasformò di nuovo il monastero in ospedale, trasferendo le monache presso Santa Maria della Neve e insediandovi la Compagnia di Santa Maria della Pietà, detta "dei Tavolaccini" (cioè di coloro che aprivano e chiudevano le porte cittadine), o anche "dei Fanti del Rotellino" (dalla forma rotonda dello stemma dei Tavolaccini), che ridedicarono la piccola chiesa a san Clemente papa e martire. Si trattava di un gruppo di aiutanti dei Magistrati del Comune di Firenze, le cui funzioni e origini del nome sono piuttosto oscure. Li si trova rappresentati tra i partecipanti alla processione di Sant'Anna in una pala del Pontormo, assieme a "trombettini, pifferai, mazzieri e comandatori" (la Madonna col Bambino, sant'Anna e quattro santi, Louvre, Parigi). 

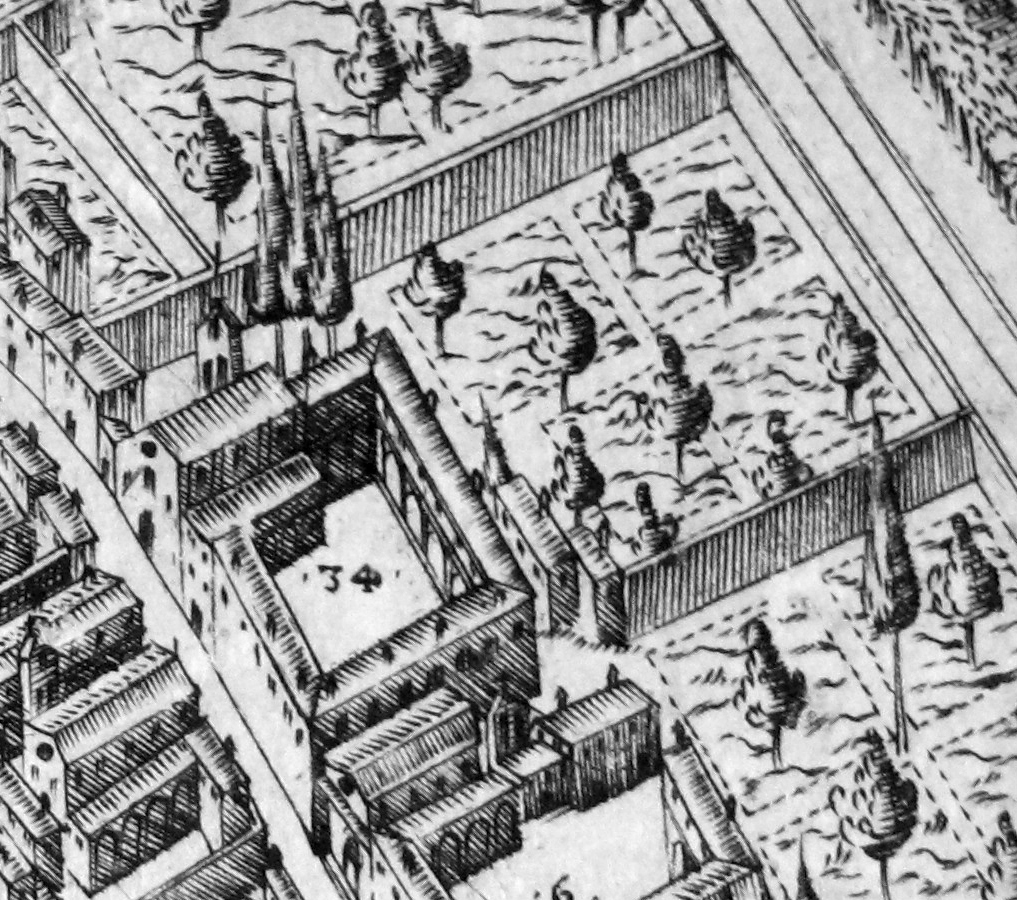
Il monastero nella pianta del Buonsignori (1594)

Nel 1506 Pier Soderini voleva insediare qui i Carmelitani riformati di Mantova, tuttavia nel 1508 si risolse con un compromesso che mandava i frati in San Barnaba. Tuttvaia di lì a poco, nel 1513, i Tavolaccini vendettero il loro spedale alle Canonichesse regolari del monastero di San Bartolomeo ad Ancona, invitate in città da Leone X. Si trattava di un ordine prestigioso, di cui facevano parte numerose donne di famiglie patrizie, ma impaurite dall'assedio, esse se ne tornarono ad Ancona nel 1528, su licenza di Clemente VII. Arrivarono quindi a San Clemente le monache agostiniane della Misericordia già insediate fuori le mura, in San Marco Vecchio, ma per pochissimo tempo, seguite a ruota dalle monache dell'Arcangelo Raffaello presso il ponte alle Grazie, che già nel 1538 si trasferivano a in Borgo San Frediano. Finalmente vi tornarono le Agostiniane della Misericordia, che tennero il monastero per quasi due secoli. 
Il monastero era frequentato dalla famiglia Medici, che talvolta vi faceva entrare personaggi scomodi, come la stessa Porzia e sua sorella Giulia, figlie illegittime dell'assassinato Alessandro, oppure Artemisia Tozzi, vedova di don Antonio de' Medici.
Nel 1589 la stessa Porzia de' Medici fece dotare e restaurare il monastero: di quel periodo restano i pregevoli stucchi del XVI secolo nel soffitto della chiesa.
Il monastero venne secolarizzato nel 1808 e oggi fa parte delle strutture dell'ex ospedale militare di Firenze. La facciata della chiesa è ancora visibile sulla strada.